# Kenneth Kaushansky
Kenneth „Ken“ Kaushansky (* 1953 in Montreal, Kanada) ist ein Molekularbiologe und Hämatologe und der Dekan der Medizinischen Fakultät an der Stony Brook University auf Long Island im US-Bundesstaat New York.

## Leben und Wirken
Kaushanskys Familie zog in die Vereinigten Staaten, als er zwei Jahre alt war.
Kenneth Kaushansky erwarb an der University of California, Los Angeles, sowohl einen Bachelor als auch einen M.D. als Abschluss des Medizinstudiums. Seine gesamte Facharztausbildung absolvierte er an der University of Washington. Hier erhielt er 1987 eine erste Professur (Assistant Professor), er wurde 1991 Associate Professor und erhielt 1995 eine ordentliche Professur für Hämatologie. 2002 wechselte er als Professor für Innere Medizin an die University of California, San Diego. Seit 2010 ist er als Professor für Hämatologie und Dekan der Medizinischen Fakultät an der Stony Brook University in Stony Brook, Long Island.
2004/2005 war Kaushansky Präsident der American Society for Clinical Investigation und 2007/2008 der American Society of Hematology. Von 1998 bis 2002 gehörte er zu den Herausgebern der Fachzeitschrift Blood.
Kaushansky und Mitarbeitern gelang die erstmalige Entdeckung, Klonierung, Charakterisierung und therapeutische Anwendung des lange gesuchten Wachstumsfaktor der Thrombozytopoese, Thrombopoietin. Er beschäftigt sich neben den verschiedenen physiologischen Wirkungen des Thrombopoietins beziehungsweise pathophysiologischen Erscheinungen bei Störungen des Thrombopoietins oder seines Rezeptors unter anderem mit der chemotherapiebedingten Thrombozytopenie. Kaushansky gilt als herausragender Arzt und klinischer Lehrer.

## Auszeichnungen (Auswahl)
- 1993 Mitglied der American Society for Clinical Investigation[3]
- 2004 Mitglied der National Academy of Medicine
- 2006 Mitglied der American Academy of Arts and Sciences[4]
- 2012 Karl Landsteiner Memorial Award[5]